# Genealogies of Pain
Genealogies of Pain è stata una mostra artistica tenutesi dal 30 giugno al 25 luglio 2010 alla Kunsthalle di Vienna, di cui sono stati protagonisti Marilyn Manson e David Lynch. Alla mostra sono stati presentati 32 dipinti di Marilyn Manson e quattro cortometraggi (con le opere rilegate) girati tra il 1967 e il 1973 di David Lynch.

## Opere esposte

### David Lynch
- Six Men Gettin Sick (six times)
- The Alphabet
- The Amputee
- The Grandmother

### Marilyn Manson
- Trismegistus
- Die Deutsche Kämpferin
- Trainables
- Scald Not Your Lips in Another Man's Pottage
- Mouth of War
- Ready or Not Tot
- Übermensch
- Elizabeth short as Snow White (Series: A Smile I, A Smile II, And Now a Special Smile for One so Far & You're sure you will be comfortable)
- Jonbenét Romsey as  Sleeping Beuty
- Jonbenét Romsey as  Sleeping Beuty II
- The Green Whore of Love(Series I)
- Sympathy Generator
- Everyday it Hurts to Wake Up
- Untitled
- Les Fleurs du Mal
- Sysyphus
- In The Red
- Anaclitism (2 framed paintings)
- Pretty in Puke
- Skoptic Syndrome (Jack)
- Crop Failure
- The Man Who Eats His Fingers
- Albino Hermaphrodite Opium Harvester (Series: 1. The New Slaves of Big 500 cent., 2. The New Slaves of Big 500 cent.)
- The Carpenter
- Masquerade
- When I get Old
- Baphometh
- I've Got My Arm Around No One

## Libro
Il 30 aprile 2010 è uscito Genealogies of Pain. Il libro ha 127 pagine in brossura e contiene fotografie dei dipinti esposti, e pensieri degli artisti.